# Archytas shannoni
Archytas shannoni là một loài ruồi trong họ Tachinidae.